# Birkkarspitze
Birkkarspitze es el pico más alto del sistema de los Montes del Karwendel en Tirol en el oeste de Austria. El pico de la cumbre tiene una altitud de 2749 m s. n. m.
La ruta normal pasa por la cabaña Karwendelhütte y lleva en 2 á 3 horas a la cumbre.
- Datos: Q702352
- Multimedia: Birkkarspitze / Q702352